# Clădirea fostului cămin muncitoresc (Vinogradnoe)
Clădirea fostului cămin muncitoresc este o clădire amplasată în Vinogradnoe, Unitățile Administrativ-Teritoriale din Stînga Nistrului, Republica Moldova. Este un monument arhitectural de importanță națională inclus în Registrul monumentelor Republicii Moldova ocrotite de stat cu nr. 535 (raionul Grigoriopol). Datează din 1933.